# 準胸棘鯛
準胸棘鯛，是輻鰭魚綱金眼鯛目燧鯛亞目燧鯛科的一種。分布於東印度洋區的安達曼海海域，棲息深度在290至330公尺，體長可達12.3公分， 目前無任何經濟價值。